# باگردان
باگردان (صربی: Bagrdan}} یک منطقهٔ مسکونی در صربستان است که در یاگودینا واقع شده‌است.
 باگردان  ۸۹۰ نفر جمعیت دارد.